# Biel (gmina Ostrów Mazowiecka)
Biel – wieś sołecka w Polsce położona w województwie mazowieckim, w powiecie ostrowskim, w gminie Ostrów Mazowiecka.
Wierni Kościoła rzymskokatolickiego należą do parafii Opatrzności Bożej w Ostrowi Mazowieckiej.
W czasie kampanii wrześniowej stacjonowała tu 151 Eskadra Myśliwska.
W latach 1954–1959 wieś należała i była siedzibą władz gromady Biel, po jej zniesieniu w gromadzie Orło. W latach 1975–1998 miejscowość należała administracyjnie do województwa ostrołęckiego.